# Schlechteranthus maximiliani

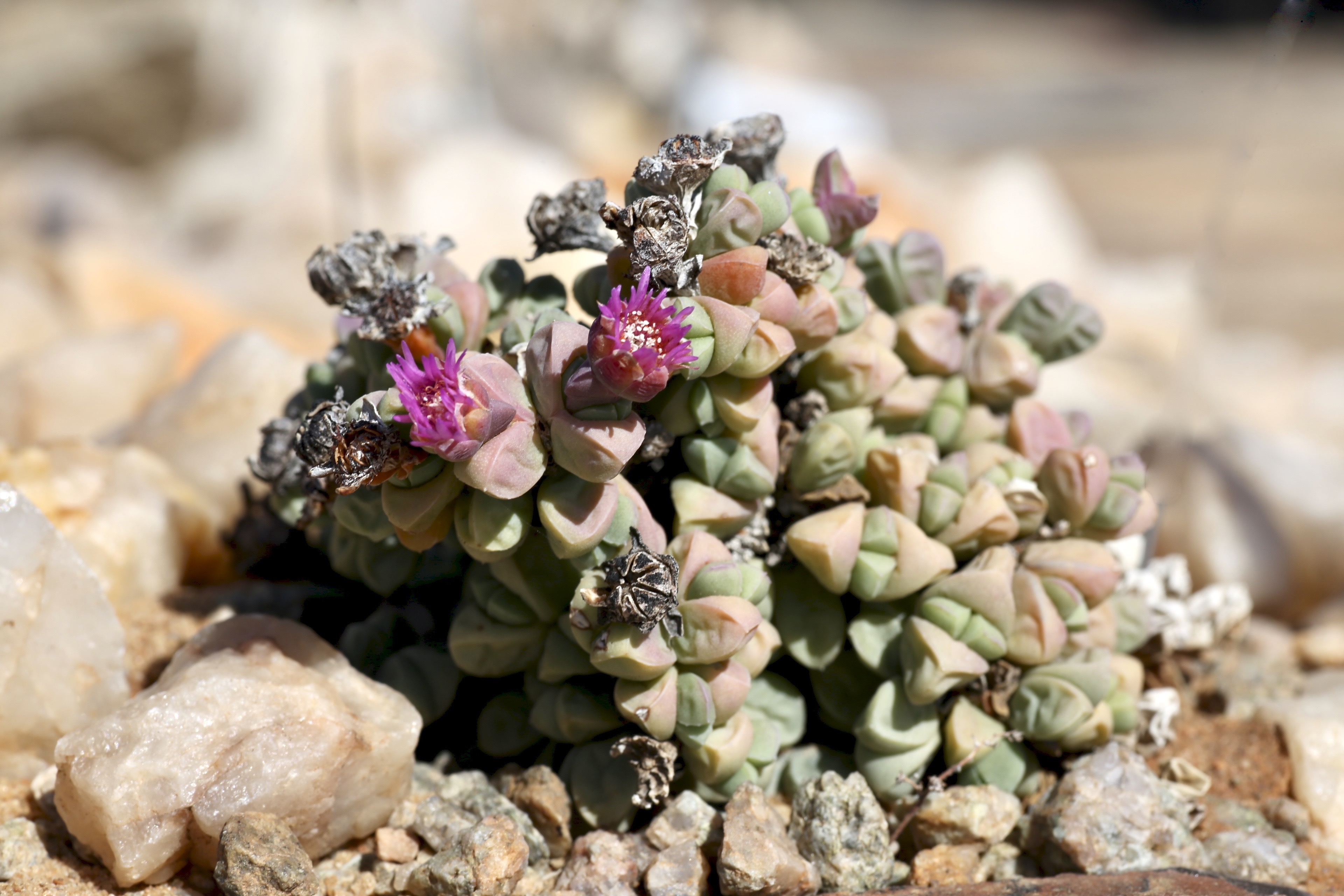
Schlechteranthus maximiliani.

Schlechteranthus maximiliani är en isörtsväxtart som beskrevs av Schwant. Schlechteranthus maximiliani ingår i släktet Schlechteranthus och familjen isörtsväxter. Inga underarter finns listade i Catalogue of Life.